# Elena Curtoni
Elena Curtoni (ur. 3 lutego 1991 w Morbegno) – włoska narciarka alpejska, dwukrotna medalistka mistrzostw świata juniorów.

## Kariera
Po raz pierwszy na arenie międzynarodowej Elena Curtoni zaprezentowała się 7 grudnia 2006 roku podczas zawodów FIS Race w norweskim Geilo. Zajęła wtedy 27. miejsce w slalomie gigancie. W 2008 roku wystartowała na mistrzostwach świata juniorów we Fromigal, gdzie jej najlepszym wynikiem było 24. miejsce w gigancie. Rok później, podczas mistrzostw świata juniorów w Garmisch-Partenkirchen, wywalczyła brązowy medal w kombinacji. Jednak największy sukces w tej kategorii wiekowej osiągnęła na mistrzostwach świata juniorów w Crans-Montana w 2011 roku, gdzie była najlepsza w supergigancie.
W Pucharze Świata zadebiutowała 14 listopada 2009 roku w fińskim Levi, gdzie nie ukończyła pierwszego przejazdu w slalomie. Pierwsze pucharowe punkty zdobyła dopiero rok później, 19 grudnia 2010 roku we francuskim Val d’Isère, zajmując 23. pozycję w supergigancie. Na podium zawodów tego cyklu po raz pierwszy stanęła 16 marca 2016 roku w Sankt Moritz, kończąc zjazd na trzeciej pozycji. W zawodach tych wyprzedziły ją jedynie Austriaczka Mirjam Puchner i Fabienne Suter ze Szwajcarii. W sezonie 2022/2023 zajęła dziewiąte miejsce w klasyfikacji generalnej, a w klasyfikacjach zjazdu i supergiganta była czwarta. Zajęła także drugie miejsce klasyfikacji supergiganta w sezonie 2021/2022.
W 2011 roku wystąpiła na mistrzostwach świata w Garmisch-Partenkirchen, zajmując szóstą lokatę w supergigancie, a rywalizację w superkombinacji zakończyła na szesnastym miejscu. Była też między innymi czwarta w superkombinacji na rozgrywanych w 2021 roku mistrzostwach świata w Cortina d’Ampezzo. W 2022 roku wzięła udział w igrzyskach olimpijskich w Pekinie, zajmując między innymi piąte miejsce w zjeździe i dziesiąte w supergigancie. Podczas mistrzostw świata w Courchevel/Méribel w 2023 roku była dziewiąta w kombinacji, trzynasta w zjeździe i piętnasta w supergigancie.
Jej siostra, Irene, również uprawia narciarstwo alpejskie.

## Osiągnięcia

### Igrzyska olimpijskie
| Miejsce | Dzień     | Rok  | Miejscowość | Konkurencja     | Czas biegu | Strata | Zwyciężczyni     |
| ------- | --------- | ---- | ----------- | --------------- | ---------- | ------ | ---------------- |
| 20.     | 7 lutego  | 2022 | Pekin       | Gigant          | 1:55,69    | +4,22  | Sara Hector      |
| 10.     | 11 lutego | 2022 | Pekin       | Supergigant     | 1:13,51    | +0,83  | Lara Gut-Behrami |
| 5.      | 15 lutego | 2022 | Pekin       | Zjazd           | 1:31,87    | +1,00  | Corinne Suter    |
| DNF1    | 17 lutego | 2022 | Pekin       | Superkombinacja | 2:25,67    | -      | Michelle Gisin   |

### Mistrzostwa świata
| Miejsce | Dzień     | Rok  | Miejscowość        | Konkurencja          | Czas biegu | Strata | Zwyciężczyni        |
| ------- | --------- | ---- | ------------------ | -------------------- | ---------- | ------ | ------------------- |
| 6.      | 8 lutego  | 2011 | Ga-Pa              | Supergigant          | 1:23,82    | +0,83  | Elisabeth Görgl     |
| 16.     | 11 lutego | 2011 | Ga-Pa              | Superkombinacja      | 2:43,23    | +4,08  | Anna Fenninger      |
| 18.     | 5 lutego  | 2013 | Schladming         | Supergigant          | 1:35,39    | +1,73  | Tina Maze           |
| 13.     | 8 lutego  | 2013 | Schladming         | Superkombinacja      | 2:39,92    | +4,28  | Maria Höfl-Riesch   |
| 10.     | 3 lutego  | 2015 | Vail/Beaver Creek  | Supergigant          | 1:10,29    | +1,68  | Anna Fenninger      |
| DNF1    | 9 lutego  | 2015 | Vail/Beaver Creek  | Superkombinacja      | 2:33,37    | -      | Tina Maze           |
| 5.      | 7 lutego  | 2017 | Sankt Moritz       | Supergigant          | 1:32,34    | +0,55  | Nicole Schmidhofer  |
| DNF2    | 10 lutego | 2017 | Sankt Moritz       | Superkombinacja      | 1:58,88    | -      | Wendy Holdener      |
| DNF     | 12 lutego | 2017 | Sankt Moritz       | Zjazd                | 1:32,85    | -      | Ilka Štuhec         |
| 18.     | 11 lutego | 2021 | Cortina d’Ampezzo  | Supergigant          | 1:25,51    | +1,79  | Lara Gut-Behrami    |
| 8.      | 13 lutego | 2021 | Cortina d’Ampezzo  | Zjazd                | 1:34,27    | +0,83  | Corinne Suter       |
| 4.      | 15 lutego | 2021 | Cortina d’Ampezzo  | Superkombinacja      | 2:07,22    | +2,35  | Mikaela Shiffrin    |
| DNS2    | 18 lutego | 2021 | Cortina d’Ampezzo  | Gigant               | 2:30,66    | -      | Lara Gut-Behrami    |
| 9.      | 6 lutego  | 2023 | Courchevel/Méribel | Kombinacja           | 1:57,47    | +4,05  | Federica Brignone   |
| 15.     | 8 lutego  | 2023 | Courchevel/Méribel | Supergigant          | 1:28,06    | +1,01  | Marta Bassino       |
| 13.     | 11 lutego | 2023 | Courchevel/Méribel | Zjazd                | 1:28,03    | +1,05  | Jasmine Flury       |
| 9.      | 6 lutego  | 2025 | Saalbach           | Supergigant          | 1:20,47    | +0,76  | Stephanie Venier    |
| 14.     | 11 lutego | 2025 | Saalbach           | Kombinacja drużynowa | 2:40,89    | +2,14  | Stany Zjednoczone 1 |

### Mistrzostwa świata juniorów
| Miejsce | Dzień       | Rok  | Miejscowość       | Konkurencja | Czas biegu | Strata     | Zwyciężczyni            |
| ------- | ----------- | ---- | ----------------- | ----------- | ---------- | ---------- | ----------------------- |
| 35.     | 23 lutego   | 2008 | Formigal          | Supergigant | 1:40,19    | +4,74      | Viktoria Rebensburg     |
| 30.     | 28 lutego   | 2008 | Formigal          | Slalom      | 1:33,85    | +8,08      | Bernadette Schild       |
| 24.     | 29 lutego   | 2008 | Formigal          | Gigant      | 1:42,50    | +2,91      | Anna Fenninger          |
| 11.     | 1 marca     | 2009 | Ga-Pa             | Slalom      | 1:42,07    | +2,20      | Denise Feierabend       |
| 27.     | 2 marca     | 2009 | Ga-Pa             | Gigant      | 2:45,81    | +8,92      | Viktoria Rebensburg     |
| 19.     | 4 marca     | 2009 | Ga-Pa             | Supergigant | 1:19,80    | +2,97      | Viktoria Rebensburg     |
| 18.     | 6 marca     | 2009 | Ga-Pa             | Zjazd       | 1:19,60    | +2,10      | Marine Gauthier         |
| 3.      | 6 marca     | 2009 | Ga-Pa             | Kombinacja  | 54,00 pkt  | +41,09 pkt | Federica Brignone       |
| 13.     | 31 stycznia | 2010 | Region Mont Blanc | Supergigant | 1:32,21    | +1,10      | Marine Gauthier         |
| 8.      | 1 lutego    | 2010 | Region Mont Blanc | Slalom      | 1:34,47    | +3,45      | Christina Geiger        |
| 9.      | 4 lutego    | 2010 | Region Mont Blanc | Zjazd       | 1:20,89    | +1,45      | Jéromine Géroudet       |
| 43.     | 5 lutego    | 2010 | Region Mont Blanc | Gigant      | 1:38,34    | +4,48      | Mona Løseth             |
| 9.      | 5 lutego    | 2010 | Region Mont Blanc | Kombinacja  | 38,85 pkt  | +46,81 pkt | Mona Løseth             |
| 10.     | 1 lutego    | 2011 | Crans-Montana     | Zjazd       | 1:32,11    | +1,60      | Lotte Smiseth Sejersted |
| DNF1    | 2 lutego    | 2011 | Crans-Montana     | Gigant      | 2:28,27    | -          | Sara Hector             |
| DSQ2    | 3 lutego    | 2011 | Crans-Montana     | Slalom      | 1:40,32    | -          | Jessica Depauli         |
| 1.      | 5 lutego    | 2011 | Crans-Montana     | Supergigant | 1:28,23    | -          | -                       |

### Puchar Świata

#### Miejsca w klasyfikacji generalnej
- sezon 2010/2011: 53.
- sezon 2011/2012: 40.
- sezon 2012/2013: 38.
- sezon 2013/2014: 75.
- sezon 2014/2015: 44.
- sezon 2015/2016: 23.
- sezon 2016/2017: 17.
- sezon 2017/2018: 126.
- sezon 2018/2019: 57.
- sezon 2019/2020: 15.
- sezon 2020/2021: 14.
- sezon 2021/2022: 13.
- sezon 2022/2023: 9.
- sezon 2024/2025: 25.

#### Miejsca na podium w zawodach
1. Sankt Moritz – 16 marca 2016 (zjazd) – 3. miejsce
2. Val d’Isère – 18 grudnia 2016 (supergigant) – 3. miejsce
3. Crans-Montana – 25 lutego 2017 (supergigant) – 2. miejsce
4. Bansko – 25 stycznia 2020 (zjazd) – 1. miejsce
5. Crans-Montana – 23 stycznia 2021 (zjazd) – 3. miejsce
6. Sankt Moritz – 12 grudnia 2021 (supergigant) – 2. miejsce
7. Val d’Isère – 19 grudnia 2021 (supergigant) – 3. miejsce
8. Cortina d’Ampezzo – 23 stycznia 2022 (supergigant) – 1. miejsce
9. Sankt Moritz – 16 grudnia 2022 (zjazd) – 1. miejsce
10. Sankt Moritz – 18 grudnia 2022 (supergigant) – 2. miejsce
11. Cortina d’Ampezzo – 21 stycznia 2023 (zjazd) – 3. miejsce
12. Kvitfjell – 3 marca 2023 (supergigant) – 2. miejsce